# Resolução 194 da Assembleia Geral das Nações Unidas
A Resolução 194 da Assembleia Geral das Nações Unidas foi adotada pela ONU em 11 de dezembro de 1948, e tinha como objetivo pôr fim à Guerra Árabe-Israelense de 1948 e resolver o problema dos refugiados na Palestina.
A Resolução prescrevia o estabelecimento de uma comissão de conciliação para facilitar a paz entre os Estados Árabes e Israel, dando continuidade aos esforços do mediador da ONU, Folke Bernadotte, que havia sido assassinado. Também reconhecia o direito de retorno dos refugiados aos seus lares. A guerra civil de 1948, entre as comunidades judia e árabe da Palestina e, depois, a guerra entre Israel e seus vizinhos vizinhos árabes provocaram o êxodo de 725 000 dos 900 000 árabes palestinos que viviam nos territórios que atualmente formam o estado de Israel. O artigo 7 da Resolução concerne à proteção e o livre acesso aos lugares religiosos. Os artigos 8 e 9 referem-se à cidade de Jerusalém (desmilitarização e livre acesso, controle pelos capacetes azuis).
A resolução foi adotada por 35 dos 58 estados membros da ONU, à época, embora os seis países árabes então representados (Egito, Iraque, Líbano, Arábia Saudita, Síria e Iêmen) e envolvidos no conflito em questão, tivessem votado contra. Israel ainda não eram membro da ONU.
Posteriormente, Israel bloqueou o retorno dessa população deslocada, o que foi reivindicado pelos Estados árabes e pelos negociadores da ONU. Com base nas recomendações de Folke Bernadotte, a Assembleia Geral votou então pelo direito de retorno a Israel. A resolução nunca foi obedecida, embora seja frequentemente invocada pelos juristas e negociadores, no âmbito da problemática dos refugiados palestinos.